# 天野純
天野 純（あまの じゅん、1991年7月19日 - ）は、神奈川県三浦市出身のプロサッカー選手。Jリーグ・横浜F・マリノス所属。ポジションはミッドフィールダー（MF）。元日本代表。
Kリーグでの登録名は天野 純（ハングル: 아마노 준）。

## 来歴

### クラブ
神奈川県三浦市生まれ。小学生の頃から横浜F・マリノスの下部組織で育ったが、トップ昇格は叶わずに順天堂大学に進学。2014年、横浜FMに入団。
2016年、2ndステージでの中村俊輔の負傷により、出場機会を増やしていった。天皇杯準々決勝のガンバ大阪戦ではボランチとして先発し、決勝点となるミドルシュートを決めて準決勝進出に貢献した。
2017年6月18日、リーグ第15節のFC東京戦ではリーグ戦初得点となる決勝点を決めて勝利に貢献した。
2019年から木村和司や中村俊輔が付けていた背番号10を背負う。7月5日、スポルティング・ロケレンへ期限付き移籍する事を発表した。
2019-2020シーズンは、リーグ戦24試合3得点を記録しチームの主力として活躍していたが、2020年3月に新型コロナウイルスの影響でリーグ戦が中断・打ち切りが決定。更にロケレンの経営が悪化し、破産となった。5月に横浜FMへの復帰が発表された。尚、ロケレンのチームメイトであった小池龍太も同時期に横浜FMへ加入している。
2022年1月8日、蔚山現代FCに期限付き移籍することが発表された。チームの主力として公式戦38試合12得点を記録し、リーグ優勝に貢献。Kリーグオールスターにも選出され、7月に行われたトッテナムとの親善試合ではフリーキックから得点を挙げた。
2023年1月5日、全北現代モータースへ期限付き移籍することが発表された。
2023年12月28日、2年ぶりに横浜FMへ復帰することが発表された。

### 代表
2018年9月2日、キリンチャレンジカップに挑む日本代表に追加招集され、これが日本代表初選出となった。9月11日のコスタリカ戦で国際Aマッチ初出場。

## 所属クラブ
- 初声ジュニアFC（三浦市立初声小学校）
- 横浜F・マリノスプライマリー追浜（三浦市立初声小学校）
- 横浜F・マリノスジュニアユース追浜（三浦市立初声中学校）
- 2007年 - 2009年 横浜F・マリノスユース（横浜高等学校）
- 2010年 - 2013年 順天堂大学
- 2014年 -  横浜F・マリノス
  - 2019年7月 - 2020年5月  スポルティング・ロケレン（期限付き移籍）
  - 2022年  蔚山現代FC（期限付き移籍）
  - 2023年  全北現代モータース（期限付き移籍）

## 個人成績
| 国内大会個人成績 | 国内大会個人成績         | 国内大会個人成績 | 国内大会個人成績 | 国内大会個人成績 | 国内大会個人成績 | 国内大会個人成績 | 国内大会個人成績 | 国内大会個人成績 | 国内大会個人成績 | 国内大会個人成績 | 国内大会個人成績 |
| 年度             | クラブ                   | 背番号           | リーグ           | リーグ戦         | リーグ戦         | リーグ杯         | リーグ杯         | オープン杯       | オープン杯       | 期間通算         | 期間通算         |
| 年度             | クラブ                   | 背番号           | リーグ           | 出場             | 得点             | 出場             | 得点             | 出場             | 得点             | 出場             | 得点             |
| 日本             | 日本                     | 日本             | 日本             | リーグ戦         | リーグ戦         | リーグ杯         | リーグ杯         | 天皇杯           | 天皇杯           | 期間通算         | 期間通算         |
| ---------------- | ------------------------ | ---------------- | ---------------- | ---------------- | ---------------- | ---------------- | ---------------- | ---------------- | ---------------- | ---------------- | ---------------- |
| 2010             | 順大                     | 8                | -                | -                | -                | -                | -                | 2                | 2                | 2                | 2                |
| 2014             | 横浜FM                   | 29               | J1               | 0                | 0                | 0                | 0                | 2                | 1                | 2                | 1                |
| 2015             | 横浜FM                   | 29               | J1               | 6                | 0                | 4                | 0                | 2                | 0                | 12               | 0                |
| 2016             | 横浜FM                   | 29               | J1               | 11               | 0                | 8                | 0                | 5                | 2                | 24               | 2                |
| 2017             | 横浜FM                   | 14               | J1               | 33               | 5                | 0                | 0                | 4                | 0                | 37               | 5                |
| 2018             | 横浜FM                   | 14               | J1               | 34               | 5                | 6                | 2                | 2                | 0                | 42               | 7                |
| 2019             | 横浜FM                   | 10               | J1               | 18               | 0                | 2                | 1                | 1                | 1                | 21               | 2                |
| ベルギー         | ベルギー                 | ベルギー         | ベルギー         | リーグ戦         | リーグ戦         | リーグ杯         | リーグ杯         | ベルギー杯       | ベルギー杯       | 期間通算         | 期間通算         |
| 2019-20          | スポルティング・ロケレン | 14               | プロキシマス     | 24               | 3                | -                | -                | 0                | 0                | 24               | 3                |
| 日本             | 日本                     | 日本             | 日本             | リーグ戦         | リーグ戦         | リーグ杯         | リーグ杯         | 天皇杯           | 天皇杯           | 期間通算         | 期間通算         |
| 2020             | 横浜FM                   | 39               | J1               | 22               | 3                | 2                | 1                | -                | -                | 24               | 4                |
| 2021             | 横浜FM                   | 14               | J1               | 34               | 3                | 7                | 2                | 1                | 0                | 42               | 5                |
| 韓国             | 韓国                     | 韓国             | 韓国             | リーグ戦         | リーグ戦         | リーグ杯         | リーグ杯         | FA杯             | FA杯             | 期間通算         | 期間通算         |
| 2022             | 蔚山現代                 | 8                | K1               | 30               | 9                | -                | -                | 2                | 1                | 32               | 10               |
| 2023             | 全北現代                 | 21               | K1               | 25               | 1                | -                | -                | 1                | 1                | 26               | 2                |
| 日本             | 日本                     | 日本             | 日本             | リーグ戦         | リーグ戦         | リーグ杯         | リーグ杯         | 天皇杯           | 天皇杯           | 期間通算         | 期間通算         |
| 2024             | 横浜FM                   | 20               | J1               | 32               | 5                | 4                | 2                | 3                | 1                | 39               | 8                |
| 通算             | 日本                     | 日本             | J1               | 190              | 21               | 33               | 8                | 20               | 5                | 243              | 34               |
| 通算             | 日本                     | 日本             | 他               | -                | -                | -                | -                | 2                | 2                | 2                | 2                |
| 通算             | ベルギー                 | ベルギー         | プロキシマス     | 24               | 3                | -                | -                | 0                | 0                | 24               | 3                |
| 通算             | 韓国                     | 韓国             | K1               | 55               | 10               | -                | -                | 3                | 2                | 58               | 12               |
| 総通算           | 総通算                   | 総通算           | 総通算           | 269              | 34               | 33               | 8                | 25               | 9                | 327              | 51               |

- 公式戦初出場 - 2014年7月12日 第94回天皇杯2回戦 対ホンダロック戦（ニッパツ三ツ沢球技場）
- 公式戦初得点 - 同上
- Jリーグ初出場 - 2015年 6月7日 明治安田生命J1リーグ1stステージ第15節 対ヴァンフォーレ甲府戦（山梨中銀スタジアム）

| 国際大会個人成績 | 国際大会個人成績 | 国際大会個人成績 | 国際大会個人成績 | 国際大会個人成績 |
| 年度             | クラブ           | 背番号           | 出場             | 得点             |
| AFC              | AFC              | AFC              | ACL              | ACL              |
| ---------------- | ---------------- | ---------------- | ---------------- | ---------------- |
| 2020             | 横浜FM           | 39               | 5                | 1                |
| 2022             | 蔚山現代         | 8                | 6                | 2                |
| 2023-24          | 横浜FM           | 40               | 5                | 0                |
| 通算             | AFC              | AFC              | 16               | 3                |

## タイトル

### クラブ
横浜F・マリノスジュニアユース追浜
- 日本クラブユースサッカー選手権(U-15)大会（2003年）

横浜F・マリノスユース
- 高円宮杯全日本ユース(U-18)サッカー選手権大会（2009年）

蔚山現代FC
- Kリーグ1(2022年)

## 代表歴

### 出場大会
- ユニバーシアードサッカー日本代表
  - 第27回夏季ユニバーシアード（2013年）
- 日本代表
  - キリンチャレンジカップ（2018年）

### 試合数
- 国際Aマッチ 1試合 0得点（2018年）

| 日本代表 | 国際Aマッチ | 国際Aマッチ |
| 年       | 出場        | 得点        |
| -------- | ----------- | ----------- |
| 2018     | 1           | 0           |
| 通算     | 1           | 0           |

### 出場
| No. | 開催日        | 開催都市 | スタジアム                 | 対戦国     | 結果 | 監督   | 大会                       |
| --- | ------------- | -------- | -------------------------- | ---------- | ---- | ------ | -------------------------- |
| 1.  | 2018年9月11日 | 大阪     | パナソニックスタジアム吹田 | コスタリカ | ○3-0 | 森保一 | キリンチャレンジカップ2018 |